# Nikolaj Gorbunov
Nikolaj Petrovitj Gorbunov (ryska: Николай Петрович Горбунов), född 21 juni 1892 i Krasnoje Selo, Kejsardömet Ryssland, död 7 september 1938 i Moskva oblast, var en sovjetisk politiker, kemist och ingenjör. Han var en av få framstående bolsjeviker som besatt expertkunskaper i vetenskap och teknologi.
Gorbunov blev medlem av bolsjevikpartiet i juli 1917 och deltog i oktoberrevolutionen senare samma år. I början av 1920-talet var han Lenins sekreterare. Från 1923 till 1930 var han sekreterare åt ordföranden för Folkkommissariernas råd.
I samband med den stora terrorn åtalades Gorbunov för spionage, dömdes till döden och avrättades genom arkebusering i september 1938. Han blev rehabiliterad år 1954.